# Žavinac Mali
Žavinac Mali je nenaseljeni otočić uz hrvatsku jadransku obalu između Pakoštana i Draga. Od obale je udaljen oko 600 metara, a najbliži otok mu je Žavinac Veli, oko 200 metara jugoistočno.
Površina otoka je 11.544 m2, duljina obalne crte 390 m, a visina 7 metara.

## Vanjske poveznice
|  | Zajednički poslužitelj ima još gradiva o temi Žavinac Mali |